# ثيودور أ. جونز
ثيودور أ. جونز (بالإنجليزية: Theodore A. Jones)‏ هو شخصية أعمال أمريكي، ولد في 14 نوفمبر 1912 في بويبلو في الولايات المتحدة، وتوفي في 12 أبريل 2001 في شيكاغو في الولايات المتحدة.